# Жовтозілля Гаворта
{{#ifeq:0|0|{{#if:|{{#if:Seneciohaworthii|[[]}}|}}}}
Жовтозілля Гаворта або Хрестовник Гаворта (Senecio haworthii Sch.Bip.)  — вид трав'янистих сукулентних рослин роду жовтозілля (Senecio) родини складноцвітих (Compositae) або айстрових (Asteraceae). Народні назви: афр. tontelbossie; шерстисте жовтозілля (англ. woolly senecio).

## Опис

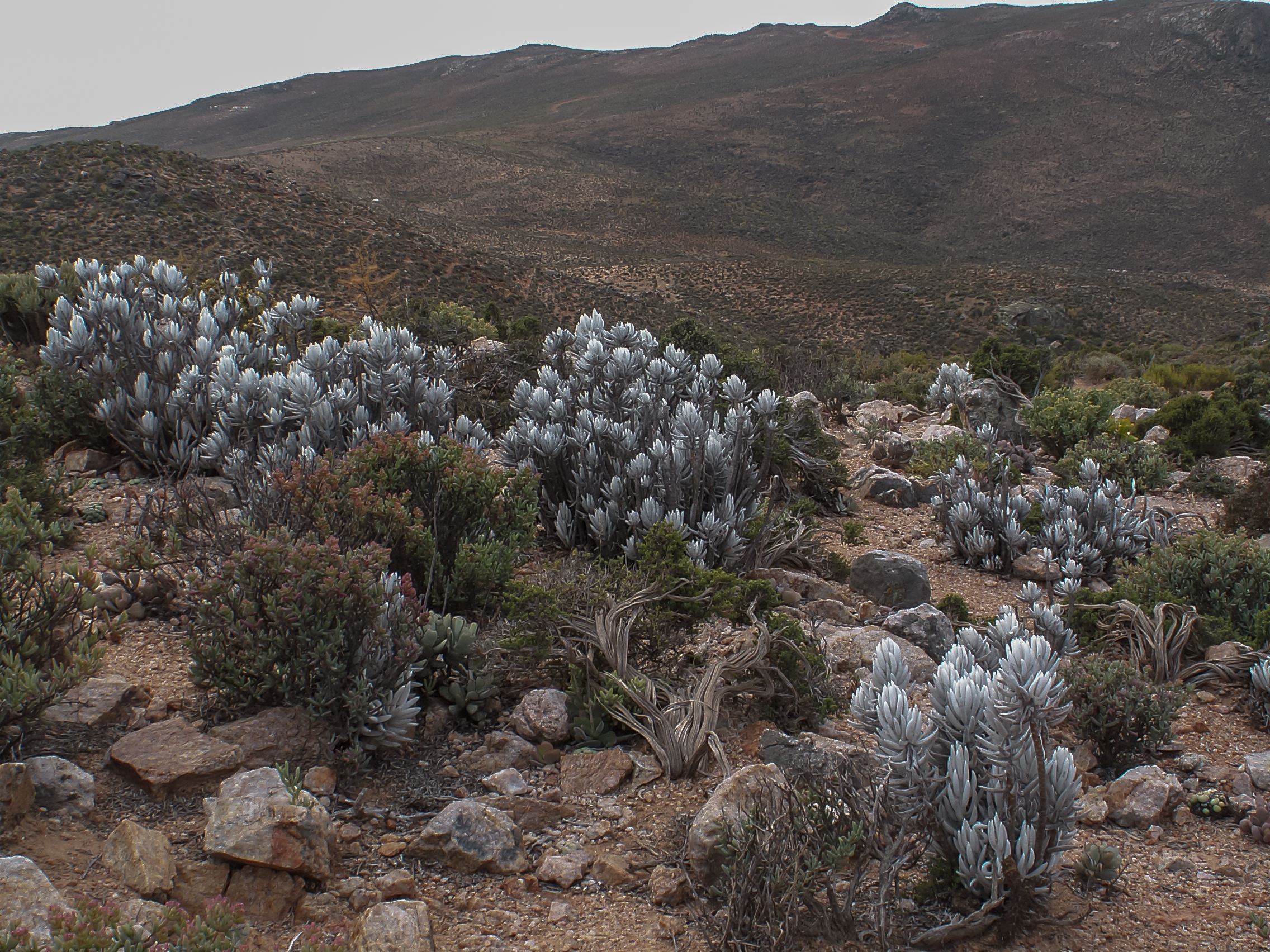
Senecio haworthii в природному середовищі

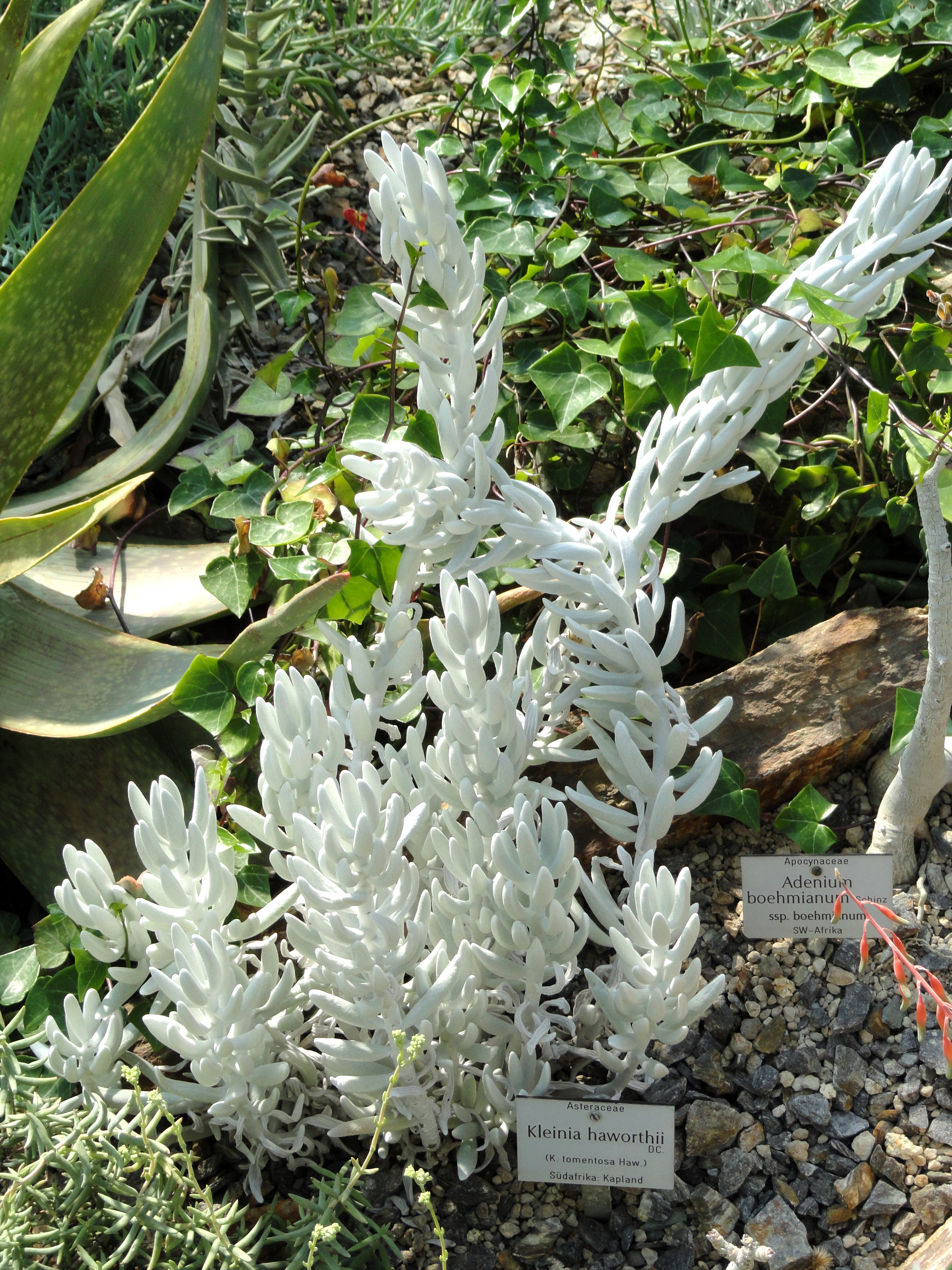
Senecio haworthii в Ботанічному саду Мюнхен-Німфенбург

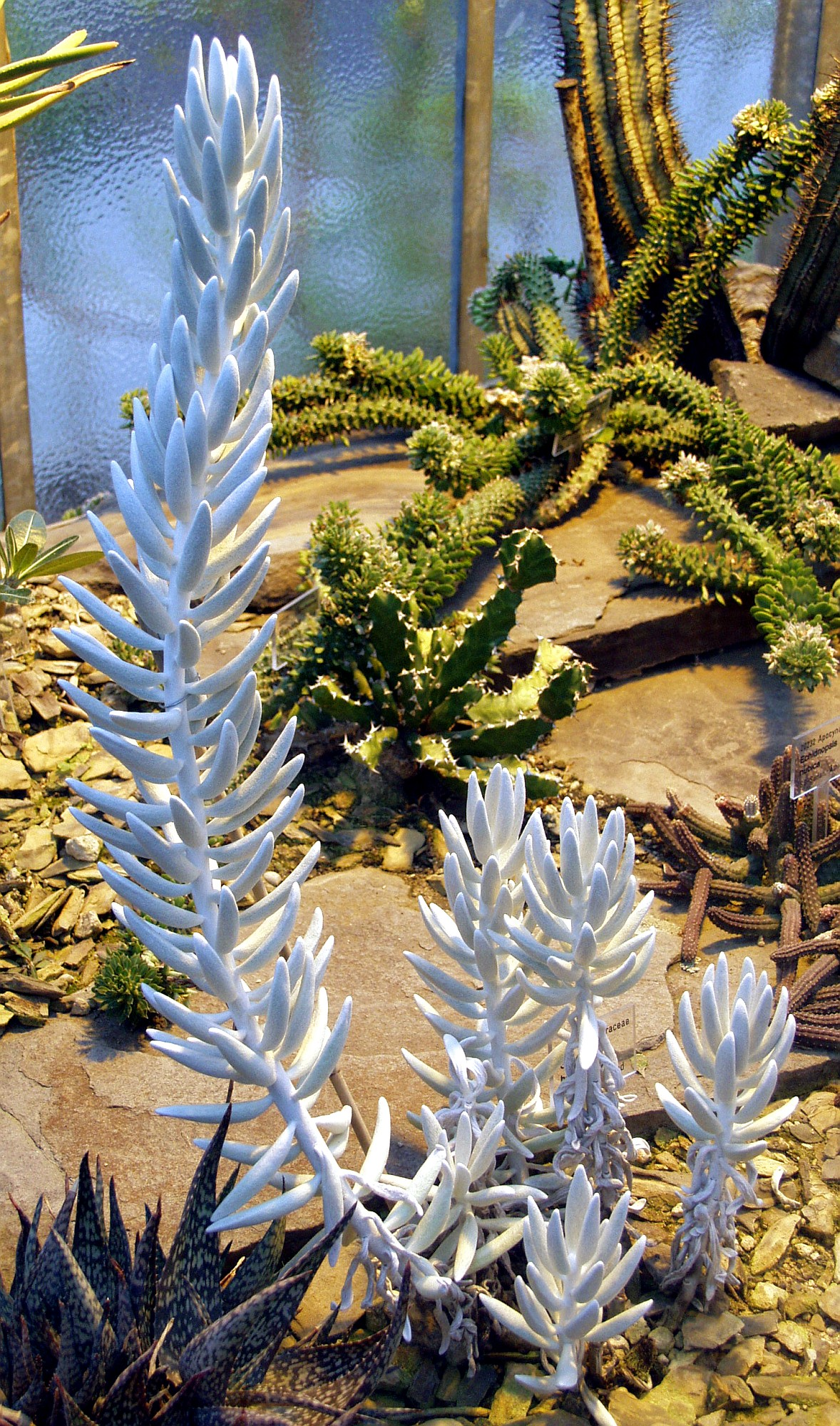
Senecio haworthii в Боннському ботанічному саду

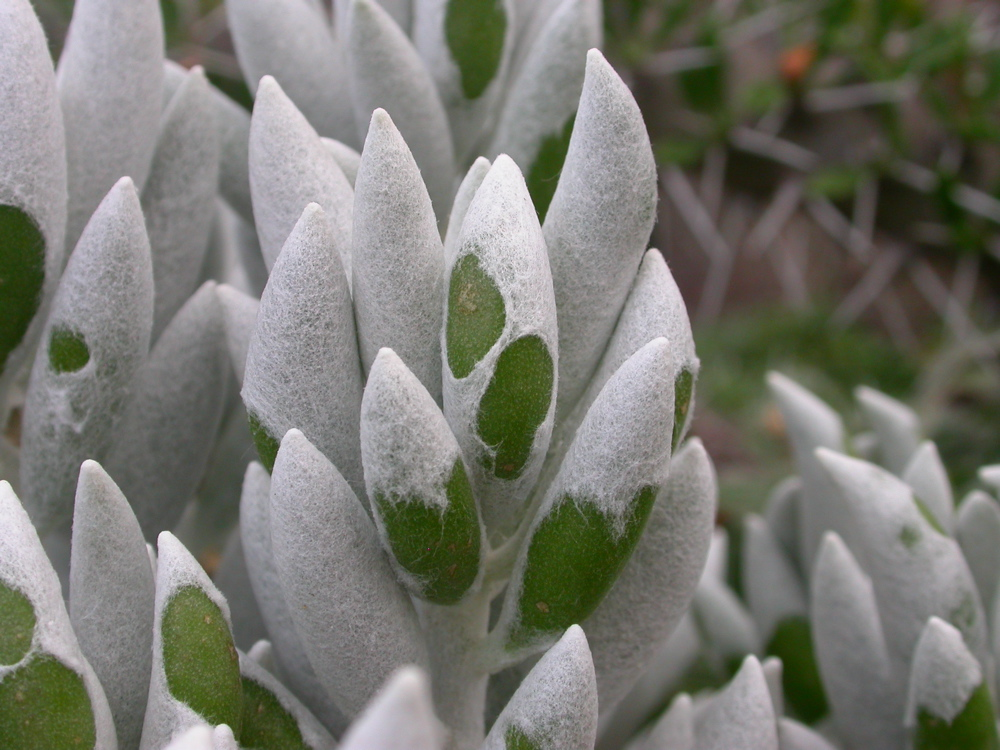
Листя Senecio haworthii

З багатьох видів сукулентних видів жовтозілля, одним з найкрасивіших є жовтозілля Гаворта. Має красиві циліндричні, соковиті листочки, вкриті блискучую сріблясто-білою повстю. Квітки яскраво-жовтого кольору зібрані в нерозгалужене суцвіття 80-110 мм завдовжки. В ботанічних садах стебла може досягати до 250 мм заввишки, але в природному середовищі зазвичай мають менший розмір.

## Поширення й екологія
Жовтозілля Гаворта є одним з 300 видів жовтозілля, родом з Південної Африки. Рослини цього виду зустрічаються на скелястих схилах поблизу гір у Малому Кару (Капська провінція Південно-Африканської Республіки) на висоті між 3000 і 4000 футами над рівнем моря. Вони здатні витримувати екстремальні посухи. Спека не є для них проблемою, вони досить комфортно почуваються при температурі + 40 °C. Витримують і достатній ступінь холоду — до 6 °С морозу.
Рослини цього виду вважаються під загрозою у своєму рідному середовищі існування.

## Історія
Ніхто не знає точно, коли ця рослина була вперше виявлена, але в декоративному садівництві його вирощують з 1795 року. Цей вид спочатку був описаний англійським ботаніком Адріаном Гавортом в 1803 році як Cacalia tomentosa, видовий епітет tomentosa вказував на волохате, м'ясисте, циліндричне листя. Цю рослину він отримав від свого друга Бенджаміна Робертсона, який володів приватним ботанічним садом в Стоквеллі на південному заході Лондона, Англія. Коли цей вид був включений в рід Senecio німецьким лікарем і ботаніком Карлом Генріхом Шульцем Біпонтінусом в 1845 році (Bipontinus це латинізована назва батьківщини, щоб відрізнити його від іншого німецького ботаніка з таким же ім'ям — Карла Генріха Шульца Шульценштайна), він змінив видовий епітет до haworthii на честь самого Адріана Гаворта.

## Утримання в культурі
Рослини цього виду люблять сонце і повинні залишатися на ньому як можна довше, протягом усього року. Як і всі сукуленти, Senecio haworthii також побоюється вологи, особливо в зимовий час. При поливанні краще не змочувати листя.
Жовтозілля Гаворта майже ніколи не продукує життєздатного насіння, але дуже легко розмножується живцями. Живці можна вкорінювати навесні або влітку у великозернистому річковому піску. Після відокремлення від материнської рослини живець має підсохнути протягом 2-3 днів.
Цей вид є досить невибагливим і виживе в різних ґрунтах, але найкраще росте в супісках. Ідеальний ґрунт тонкий, легкий і добре дренований. Його можна приготувати шляхом змішування ґрунту з рівною кількістю промитого річкового піску з додаванням перлиту або пемзи.
Рослини доцільно обрізати, оскільки з часом вони стають дуже витягнутими і мають непривабливий вигляд.
Для вирощування використовують теракотові горщики, які дозволяють показати цю рослину в її повній красі. Також можуть бути посаджені в саду чи серед каміння.
Senecio haworthii практично не чутливе до шкідників чи хвороб, однак, є ризик небажаного застою води, що викликає ураження грибком.